# Johann Ferdinand Hertodt von Todenfeld
Johann Ferdinand Hertodt von Todenfeld, auch Todtenfeld, (* 4. Februar 1645 in Nikolsburg; † 1714 in Brünn) war ein deutscher Mediziner und Gelehrter (u. a. Alchemie). Er war kaiserlicher Leibarzt in Brünn.

## Leben
Johann Ferdinand Hertodt von Todenfeldt wurde als Sohn von Matthias Franz Hertodt geboren. Er schrieb ein Buch über Safran (Crocologia 1671) und Epistolam contra Philalethes gegen den Alchemisten Irenäus Philalethes, ein Buch zur Botanik und Geologie von Mähren Tartaro Mastix-Moraviae (Wien 1669) und Medizin (Opus mirificum sextae diei, 1670).
Am 20. Oktober 1670 wurde er Mitglied der Leopoldina. Ebenfalls im Jahr 1670 erschien sein erster Beitrag „Crocologia“ in den „Ephemeriden“ der Leopoldina. Dieser Beitrag war Bedingung für die Mitgliedschaft in der Leopoldina.
Am 15. Dezember verstarb der kaiserliche Leibmedicus Friedrich Ferdinand Illmer von Wartenberg. Johann Ferdinand Hertodt von Todtenfeld wurde sein Nachfolger als kaiserlicher Leibmedicus. Wenige Jahre später wurde er Reichsritter.
Hertodt von Todenfeldt war verheiratet mit Maria Apollonia. Aus der Ehe gingen vier Kinder hervor, von denen drei das Erwachsenenalter erreichten.